# Бурдей (житло)

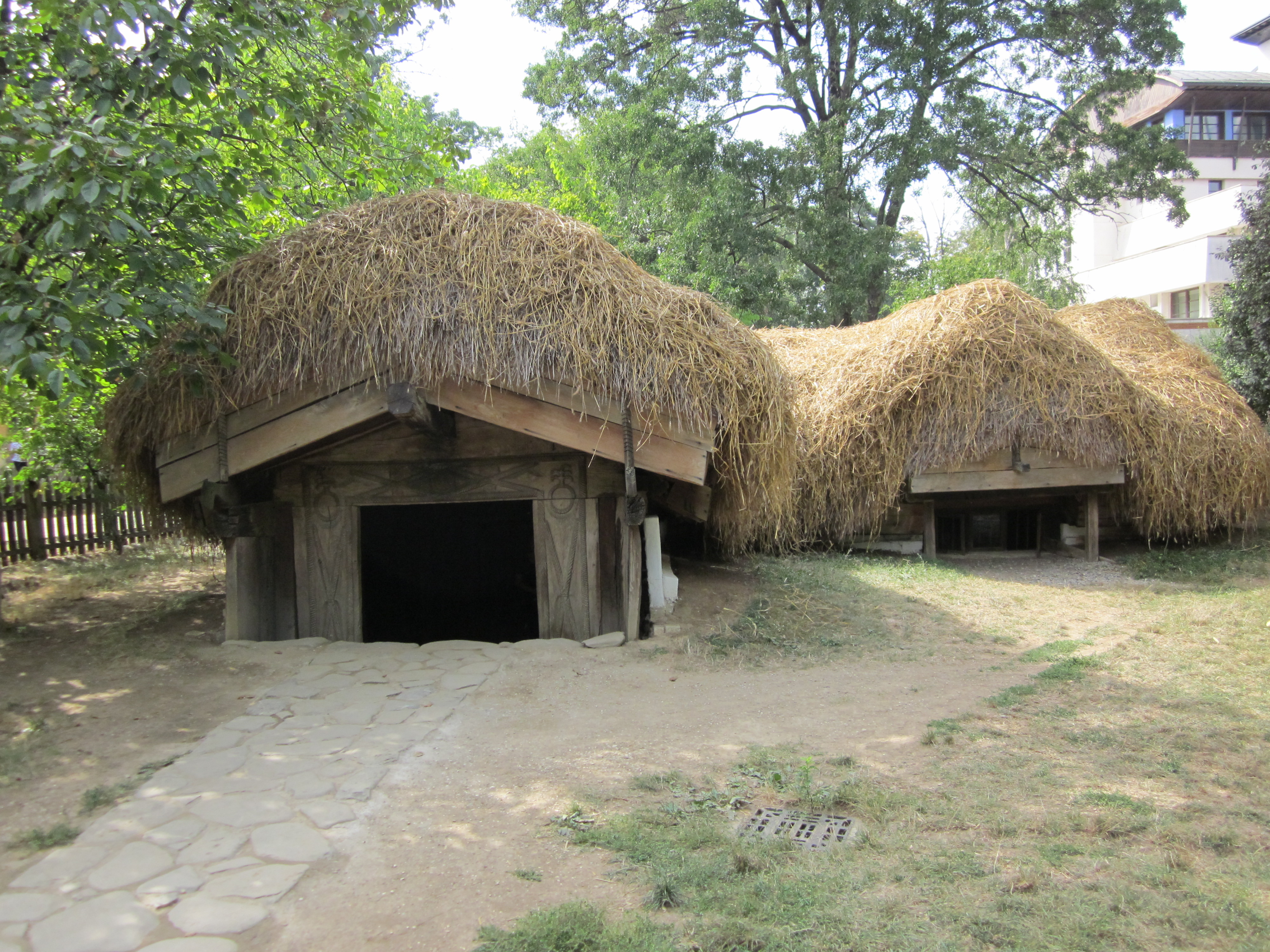
Національний музей села «Димитріє Густі», Бухарест

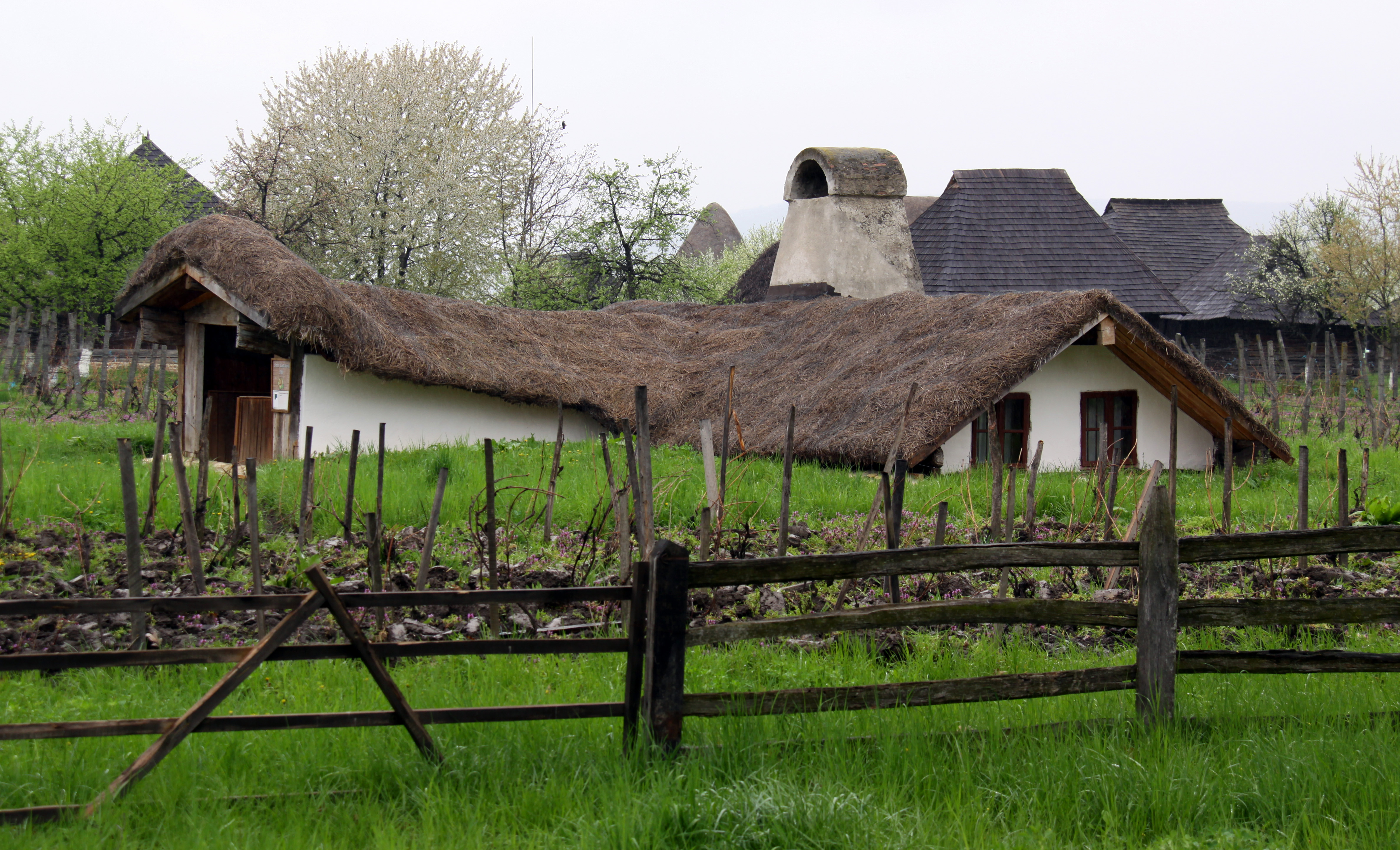
Бурдей з Пуцурі, Кастранова, у Музеї виноградарства

Бурдей або бурдій, бурдюг, рум. bordei — тип ямного житла або напівземлянки, щось середнє між дерновим будинком і зрубом. Батьківщиною цього стилю є Карпатські гори та лісостепи Східної Європи.

## Історія

### Неоліт
У кукутень-трипільській культурі будинки-бурдеї характеризувались еліптичною формою. Ці будинки, як правило, мали дерев'яну підлогу, яка знаходилася приблизно на 1,5 метри під землею, і мала дах трохи вище рівня землі.

### Раннє середньовіччя
Термін, який використовували західні історики для житла бурдейського типу на Нижньому Дунаї та в Карпатах протягом 6-7 століть нашої ери, було німецьке слово «Grubenhaus». Слово «полуземлянки» використовується російськими дослідниками. Російський термін стосується споруди, частково вкопаної в землю, часто глибиною менше 1 м.
«Grubenhaus» був зведений над прямокутною ямою розміром від чотирьох до двадцяти п'яти квадратних метрів. Протягом 6-го та 7-го століть затонулі будівлі на схід та південь від Карпат мали площу підлоги менше 15 квадратних метрів. У експериментальному Археологічному музеї під відкритим небом у Бржезно поблизу Лоуни реконструювали умови проживання та температуру в розкопаних будинках.

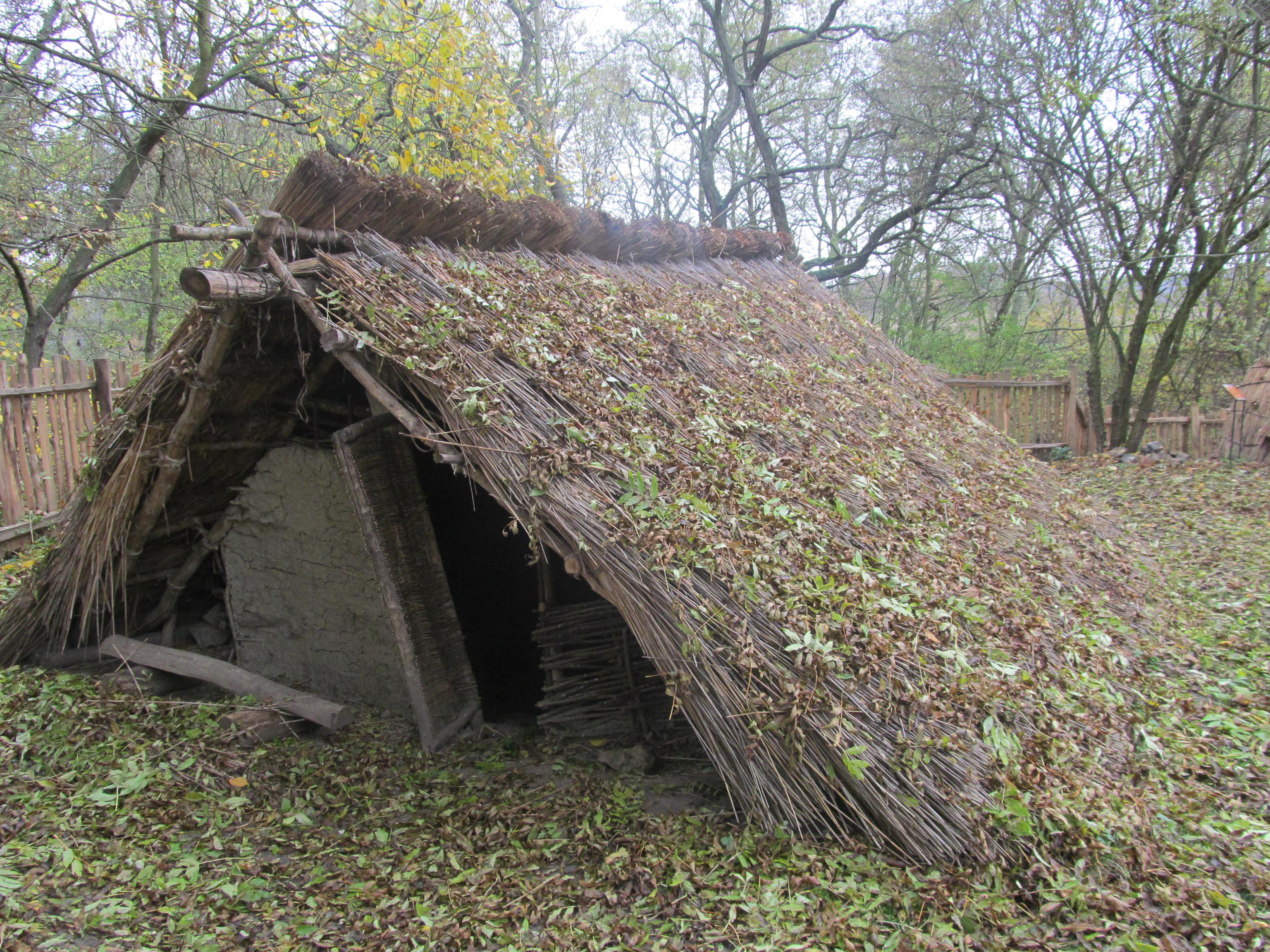
Реконструкція слов'янського ямного житла VI століття, в Археологічному музеї під відкритим небом Бржезно, Чехія

## Східна Європа
У таких країнах, як Румунія чи Україна, бурдей будували як постійне житло, в якому могла розміститися ціла родина. Таким чином, бурдей міг мати кілька приміщень, як правило, вогнище, де встановлювалася піч, льох і житлову кімнату.

### В Україні
В Українській історії «бурдей» — «благенька хата; халупа; житло, викопане в землі; землянка», найпростіше житло самітного козака на Запорожжі 15-17 ст., а також в гуцулів; курна хата, однокамерна хата-кліть. У південних степових районах України частково заглиблене в землю житло називалося бурдей, землянка, а підвищене — верхова хата, горішня хата, горішник. Бідняцька хата гуцулів та бойків Карпат також мала назву бурдей (бурдій). Бурдюг також описувався як «вкопана у землю конструкція — чотири стіни сплетені з живоплоту i обмазані глиною з соломою — зелений пагорбок, вкритий мохом, замість даху».
За версією Д. І. Яворницького «бурдюг» також — «поодинока, без жодних додаткових будівель землянка… у таких жили самотні козаки…».
|                                           | «У викопаній у землі ямі ставили чотири стіни з плетеного хмизу, навколо стін нагортали землю, зверху робили дах, а все це разом обмащували знадвору глиною і кізяком і обставляли кураєм, у стінах залишали отвори для круглих віконечок. Всередині бурдюга не було ні печі, ні димаря: піч заміняла "мечеть", на котрій пекли хліб, та кабиця, на котрій варили страви, обидві робили з дикого каменю... В деяких бурдюгах зустрічалось якесь умеблювання: лави, зброя, образи, килими тощо. Бурдюги ніколи не замикались, тому вони були відкритими для всіх завжди». |
| — опис бурдюга, наведений Д.І.Яворницьким | |

Навіть якщо й не було господаря, то користуватись можна було всім:
|  | «Ввійдеш в курінь, — казан висить, пшона торба, борошно, риба, мед. Хоч мед їж, хоч — тетерю вари, або куліш. За їжу нічого не скажуть, а брать з куреня — не бери: узнають — дадуть київ». |

Бурдюг — архаїзм доби Козаччини, примітивне архаїчне козацьке помешкання землянкового та напівземлянкового типу; козацька землянка в степу:
|                                 | «Бурдюги робиться просто. Викопає запорожець ямку, поставить у ямку ліску, нагорне довкола неї землі, обставить кураєм, обліпить кизюком, обмаже глиною, виведе мечеть, щоб хліб пекти, зробить кабицю, щоб страву варити, тай живе собі наче пан який у хоромі...». |
| — оповідав запорожець Розсолода | |

Австрійський посол Лясота, що їздив на Січ 1595 року теж описував: «Серед піль зчаста видно дивні малі, відокремлені хатки із стрільницями — туди тікають селяни, коли на них нагло і несподівано нападуть татари й бороняться звідти». Крип'якевич пише: «Такі землянки звали також бурдюгами».
На Січі козаки жили в куренях та у зимівниках, а на території останніх були хати й бурдюги. Сімейні козаки, їх також допускали на Запоріжжя, але вони
не могли жити в Січі, а лише на певній відстані від неї, у запорізьких степах по слободах, зимівниках і бурдюгах. Старі запорожці, що відійшли від військових справ, оселилися в бурдюгах.
Бурдей (бурдій, бурдюг, халупа, землянка) — найпростіше житло самітного козака на Запорожжі 18 ст. Його споруджували в степу на займищах: у викопаній ямі ставили чотири стінки з плоту, навколо них нагортали землю, зверху монтували крівлю і все разом ззовні обмазували глиною з кизяком та накривали кураєм (рослина з групи перекотиполе). Вікнами служили невеликі округлі отвори, закриті зеленим склом. Всередині бурдею з дикого каменю клали мечет (своєрідна піч) для обігріву приміщення та випічки хліба. Страву варили на кабиці (яма, де вміщувався казан, під яким розкладали вогнище). Бурдей ніколи не замикали.
 Будь-хто із мандрівників за відсутності господаря міг ввійти в бурдей, приготувати собі їжу та відпочити.
Зазначається, що цей тип житла добре досліджений археологами на нижньодніпровських поселеннях X —XIV ст. Це примітивне архаїчне козацьке помешкання землянкового та напівземлянкового типу прямокутної форми переважно з розмірами 3х5 метри, середньою площею 12-16 м2, заглиблений в землю в середньому на 1-1,5 м (хоча за інформацією А. Т. Брайчевської, були і наземні споруди), в яку по кутках вкопувалися стовпи, з земляною або глинобитною в кілька шарів підлогою, з плетеними з хмизу стінами каркасної конструкції, обмазаними глиною (були й стіни зрубної конструкції). Стовпи і каркас незначно підіймалися над землею. В одному з кутків житла знаходилася глинобитна або кам'яна піч з відкритим вогнищем типу «кабиці», а навпроти печі — вхідні двері. Перекриття, дво- або чотирисхиле, вкривалося очеретом, а зверху інколи накладався ґрунт. С. С. Гамченко вважав, що ці житла мали чотирисхиле перекриття, яке спиралось на стовпи, чи краї ями, а покрівля була з соломи або очерету, присипана землею. В бурдюгу влітку було прохолодно, а взимку краще зберігалося тепло від примітивної печі-кам'янки. С. С. Гамченко вважав, що печі та вогнища мали димарі, і це частково підтверджується новітніми археологічними дослідженнями слов'янського поселення XII—XIV століть в урочищі Портмашево Запорізької області. За часів Нової Січі такий тип житла уже був анахронізмом і зустрічався дуже рідко, переважно на прикордонні, як сезонне тимчасове помешкання рибалок та мисливців.
Вважається, що на зміну цьому первісному примітивному типу житла місцевого населення, яке, розвиваючись, немов би вибирався на поверхню землі, набирало багатокамерності і внутрішнього оздоблення, поступово перетворюючись в добре відоме наземне житло саманного типу — хату-мазанку, криту соломою або очеретом, яка становила основу запорозького обійстя хутора-зимівника. Має багато спільного історія розвитку житла й комори. Комора пройшла шлях від дупла в дереві й мисливських схованок, піднятих над землею, до наземних споруд. До такої найпростішої споруди належить кліть.

## Північна Америка

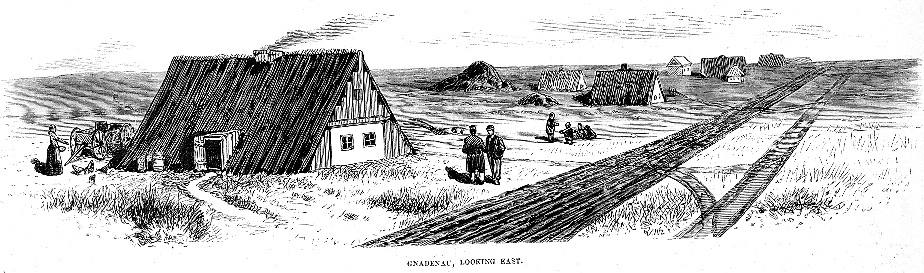
Менонітський бурдей у селі Гнаденау (Канзас), Сполучені Штати. (Ілюстрована газета Френка Леслі, 20 березня 1875 р.)

Цей тип притулку був створений багатьма першими українськими канадськими поселенцями як їхній перший дім у Канаді наприкінці 19 століття. Першим кроком було очистити та зберегти дернову землю, а потім викопати землю приблизно на метр. Потім створили каркас даху з тополі, поверх якого поклали збережений дерен. Потім встановлюють вікно, двері, дров'яну піч, ліжковий майданчик. Типовий бурдей мав розміри не більше двох на чотири метри. Бурдей був тимчасовим притулком, доки не вдалося побудувати «належний» дім із тополиних колод і глини/соломи.
Меноніти з імперської Росії, які оселилися в регіоні Хіллсборо в Канзасі, а також будували бурдеї як тимчасові притулки. Цей тип укриття також називали землянкою або саражем (нижньонімецьке написання російського слова, що означає «сарай»). У випуску національної щотижневої газети «Frank Leslie's Illustrated Newspaper» від 20 березня 1875 року описані структури:
|  | « Це химерне новеньке село Гнаденау, де є близько двадцяти дрібних фермерів, які побудували найдивніші та найкомфортніші дешеві будинки, які коли-небудь бачили на Заході, і з найменшою кількістю деревини, будучи просто дахом-скелетом побудований на землі та вкритий соломою з степної трави. Вони служать для людини і звіра, розділені зсередини перегородкою з саману. |